# Таврически дворец
Таврическият дворец (на руски: Таврический дворец) е дворец в Санкт Петербург, бивша резиденция на княз Григорий Потьомкин-Таврически. Построен в класически стил между 1783 и 1789 г. по проект на архитект И. Е. Старов.
През 1906 – 1910 г. е преустроен и в него заседава Държавната дума. След Февруарската революция в Таврическия дворец се помещава Временният комитет на Думата, а след това и Временното правителство (до юли 1917), тук възниква и Петроградският съвет на работническите депутати. Също тук е проведен I Всеруски конгрес на Съветите на работническите и войнишките депутати между 3 и 24 юни 1917 года.
ВЦИК на Съветите заседава тук до преместването си в Смолни през август 1917 г.
На 5 (18) януари 1918 г. в Таврическия дворец се събира новоизбраното Учредително събрание.